# Bruchniewo (przystanek kolejowy)
Bruchniewo – nieczynny przystanek kolejowy, a dawniej stacja w Bruchniewie na linii kolejowej Świecie nad Wisłą – Złotów, w województwie kujawsko-pomorskim. Na przystanku, za czasów jego funkcjonowania, ładowano na wagony drzewo tartaczne.